# Edo-bakufu
Az Edo-bakufu (江戸幕府) vagy Tokugava-sógunátus a Tokugavák katonai kormányzata (bakufu), amely 1603-tól 1867-ig uralta Japánt „a császár nevében” Edóból, a mai Tokióból. A Minamotók ez egyenes ági leszármazottainak hegemóniáját Tokugava Iejaszu alapozta meg, aki a szekigaharai csatában (1600) legyőzte Tojotomi Hidejosi fiának párthíveit, és 1603-ban megkapta a császártól a szeii tai sógun címet. Az Edo-bakufu, legalábbis az első száz évben, politikailag és gazdaságilag is erősebb volt a két előzőnél (Kamakura-bakufu, Muromacsi-bakufu), így rá tudta kényszeríteni akaratát és rendszerét a daimjókra, az országot hermetikusan elzárta a külvilág elől, s békés körülményeket teremtett a félfeudális-félpolgári fejlődésnek, megszilárdítva egyben a konfucianizmus alapjain nyugvó kasztrendszert. A 19. század közepére azonban a kormányzat pénzügyi gondjai, a vidéki szamurájok, parasztok és városlakók elégedetlensége s a külföldi nyomás válságba sodorta a bakufut, előkészítve a Meidzsi-restaurációt (1868).